# Arc à trois articulations

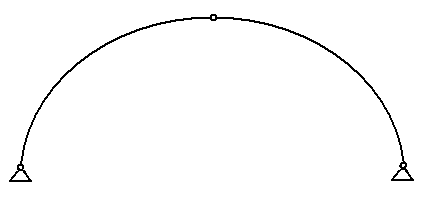
Système statique d'un arc à trois articulations

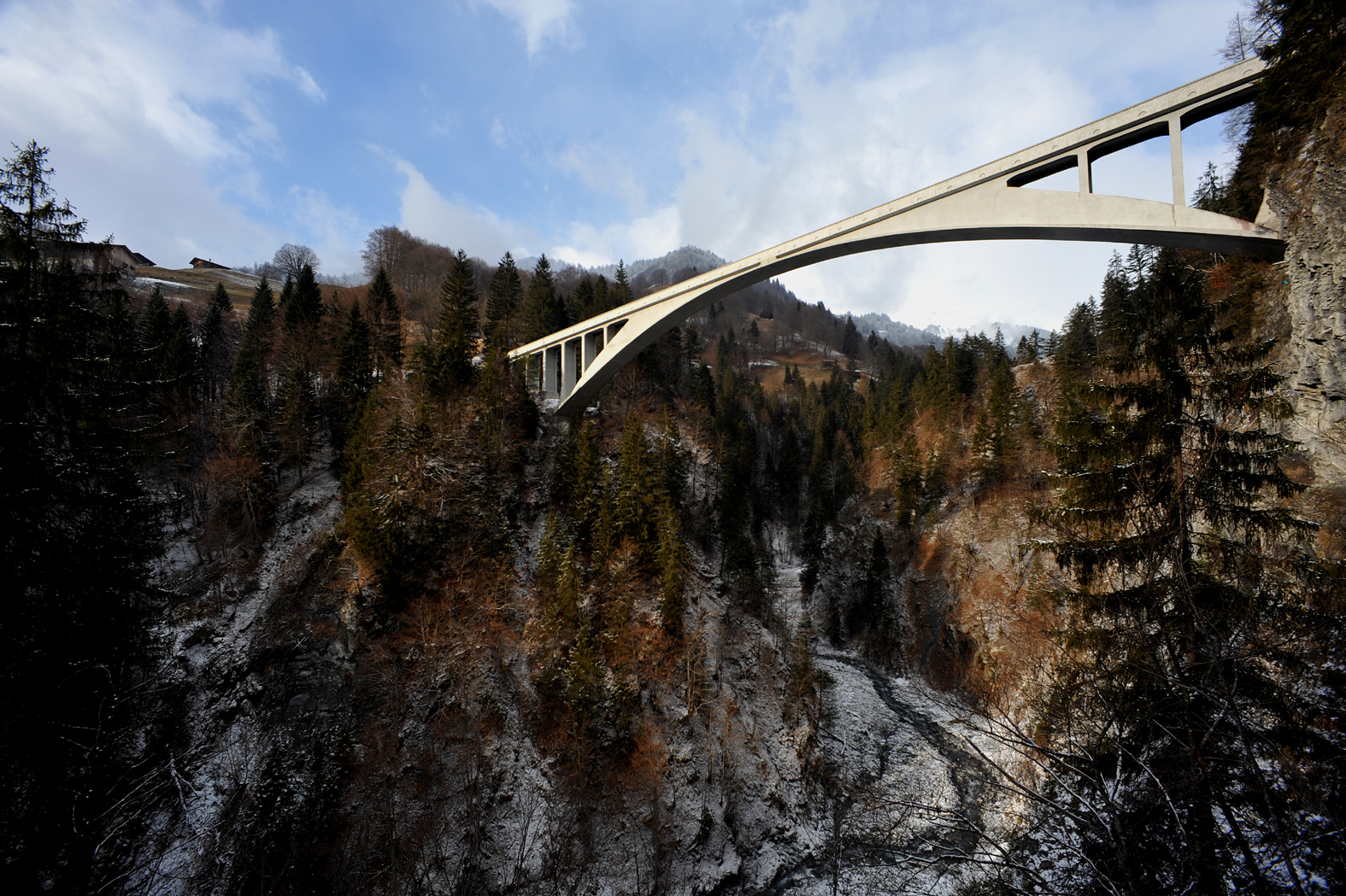
Pont de Salginatobel

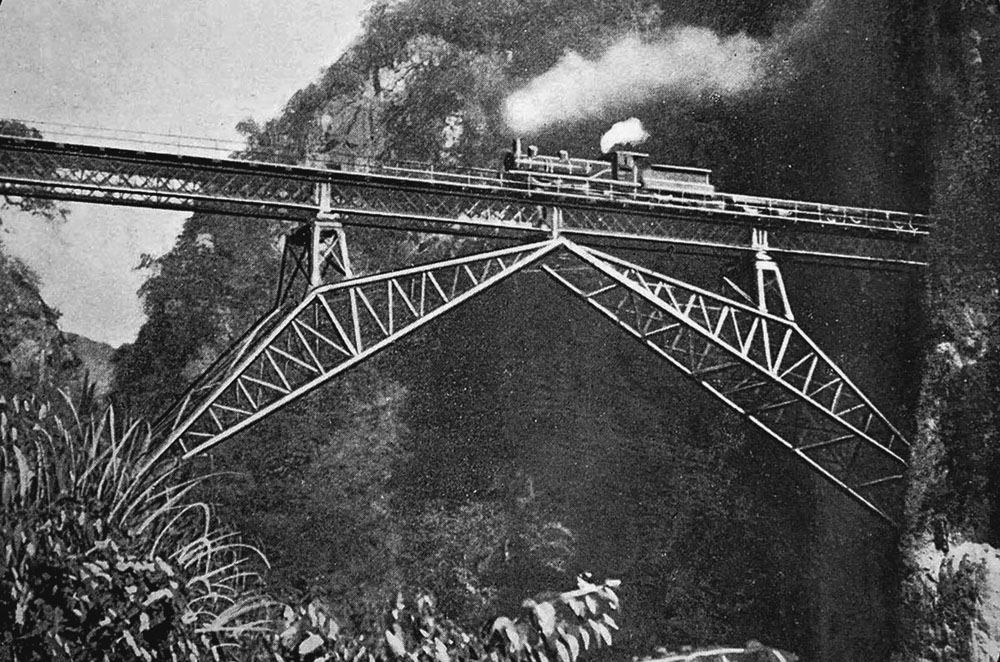
Viaduc de Faux-Namti sur la voie ferrée du Yunnan

L' arc à trois articulations est un type d'ouvrage porteur en ingénierie des structures qui se compose de deux poutres partielles articulées au sommet (à la clé). Cependant, il n’est pas nécessaire que l'articulation soit au milieu. La structure porteuse est également articulée sur les deux appuis. Une telle disposition est un cas particulier du portique, qui est déterminé statiquement. De tels systèmes à trois barres ont été systématiquement proposés par Claus Koepcke (de) et Johann Wilhelm Schwedler (de) au début des années 1860 .
Les portiques sont utilisés lorsqu'ils couvrent non seulement une travée, mais forment également une hauteur et délimitent un gabarit ferroviaire. La nécessité d'absorber la poussée horizontale rend normalement la poutre statiquement indéterminée. Cette indétermination (tension) est éliminée par une autre articulation. Les poutres entre les appuis ou les articulations peuvent être différentes, par exemple des formes polygonales. Dans le cas d'un arc à trois articulations, les supports peuvent être des quarts de cercle, des portions de cercles ou des portions d'ellipses. Les points d'articulation sont alors appelés imposte et sommets d'arc . Les poutres doivent avoir la plus grande épaisseur aux quarts de points afin d'absorber les moments fléchissants (voir aussi Biegemoment) . Si les deux supports sont constitués de pièces droites assemblées à angle droit, un portique trois articulations est créé.
Avec un  arc à trois articulations comme système statique, il est possible de construire des ponts, mais aussi des toits ou des halls, etc.

## Ponts
Le Unterspreebrücke à Berlin a été construit en Allemagne en 1865 comme premier pont doté d'un arc à trois articulations. Six mois seulement après sa mise en service, de graves dégâts ont été causés, car les piliers ont poussé les culées fragiles sur le côté et la partie supérieure de la construction voûtée en fer forgé s'est effondrée.
Les premiers ponts massifs construits comme ponts à arc à trois articulations furent le Munderkinger Donaubrücke (de) sur le Danube construit par Karl von Leibbrand (de) en 1893, son Donaubrücke Inzigkofen (de) (pont sur le Danube d'Inzigkofen) construit en 1895 et le pont de la Coulouvrenière à Genève, inauguré en 1896, ainsi que le Pont Roi George sur le Zwickauer Mulde, achevé en 1904 à Wechselburg-Göhren.
Le Blaues Wunder de Dresde, achevé en 1893, est un pont en arc inversé à trois articulations.
Le pont Salginatobel de Robert Maillart à Schiers (Suisse), construit en 1929/30, est un aboutissement dans la construction des ponts du XXe siècle. Il s'agit d'un pont en arc, avec un arc constitué de poutres creuses sous la chaussée avec trois articulations et une dalle de chaussée soutenue mais porteuse.

## Bâtiments
Le système statique de l'arc à trois articulations, développé à l'origine pour les structures de ponts, a été transféré pour la première fois à la construction de bâtiments en 1865 par Johann Wilhelm Schwedler (de) avec la construction du Hammerwerk II pour la Bochumer Verein für Bergbau und Gußstahlfabrikation auf den Hochbau. Dès 1866/67, Schwedler utilisa la même construction, légèrement modifiée, pour la toiture du grand hall de la gare Ostbahn à Berlin et probablement en 1870/71 pour une cornue de l'Imperial Continental Gas Association à Berlin. Contrairement au Bochum Hammerwerk, qui est un monument classé, les deux derniers bâtiments mentionnés ne sont plus conservés. Le hall des quais de la gare centrale de Francfort, également construit par Schwedler entre 1885 et 1887, a été conservé au moins en partie.

## Poste de Cologne

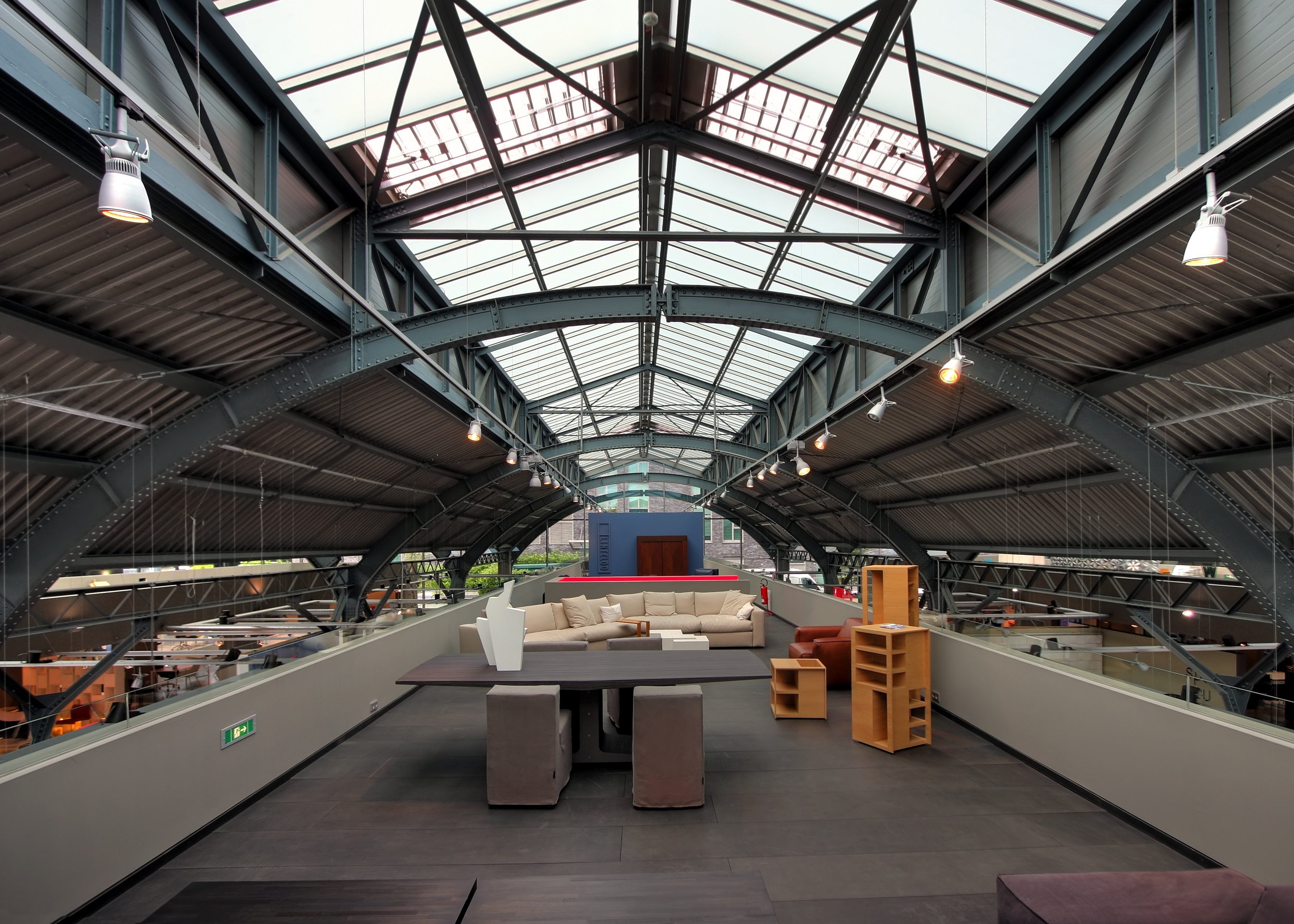
Ancien bureau de poste de Cologne « Design Post », 2010

Entre 1912 et 1914, construit à Cologne-Deutz sur une superficie de 50 000 m2, la gare postale de Cologne est la troisième gare de ce type en Allemagne avec une structure de hall en arc articulé. L'énergie de déformation était distribuée alternativement dans le premier hall à une articulation au sommet du faîtage et dans la halle, répartie sur deux articulations sur sa butée . À cette époque, le hall de chargement du courrier à huit travées était complété par une cabine de signalisation, un hangar à locomotives, une chaufferie et un bâtiment agricole. Après sa fermeture en 2005, il a été transformé en « Design Post ». Le bâtiment est inclus comme patrimoine industriel important du Via Industrialis (de) de Cologne, créée en 2015.

## Remarques
1. ↑  Une vue photographique de ceci tirée du livre d'images en ligne Cologne de 1998 peut être trouvée sur Internet à l'adresse erreur modèle {{Lien archive}} : renseignez un paramètre « |titre= » ou « |description= »